# Região Geográfica Imediata de Itajubá
A Região Geográfica Imediata de Itajubá é uma das 70 regiões imediatas do estado de Minas Gerais, uma das 5 regiões imediatas que compõem a Região Geográfica Intermediária de Pouso Alegre e uma das 509 regiões imediatas do Brasil, criadas pelo IBGE em 2017.
É composta por 14 municípios, tendo uma população, segundo o censo do IBGE 2022, de 199 383 habitantes e uma área total de 3 023,358 km².

## Municípios
| Município            | População Censo 2022 | Área (km²) |
| -------------------- | -------------------- | ---------- |
| Brazópolis           | 14 246               | 367        |
| Conceição das Pedras | 2 772                | 102        |
| Delfim Moreira       | 7 952                | 408        |
| Gonçalves            | 4 727                | 187        |
| Itajubá              | 93 073               | 295        |
| Maria da Fé          | 14 247               | 203        |
| Marmelópolis         | 3 200                | 108        |
| Paraisópolis         | 20 445               | 331        |
| Pedralva             | 10 760               | 218        |
| Piranguçu            | 6 041                | 203        |
| Piranguinho          | 9 120                | 125        |
| São José do Alegre   | 4 133                | 89         |
| Sapucaí-Mirim        | 6 311                | 285        |
| Wenceslau Braz       | 2 356                | 102        |
| Total                | 199 383              | 3 023      |